# Michael Krüger (duchowny)
Michael Joseph Krüger (ur. 8 stycznia 1816 we Fromborku, zm. 1 maja 1902 tamże) – niemiecki duchowny i teolog katolicki, w latach 1849–1863 profesor wydziału teologicznego w Liceum Hosianum w Braniewie.

## Życiorys

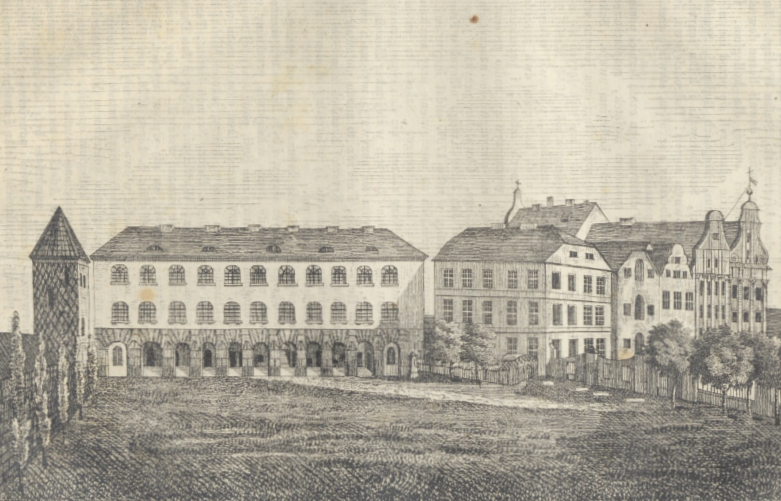
Dziedziniec uczelni w Braniewie, w czasach pracy prof. Krügera

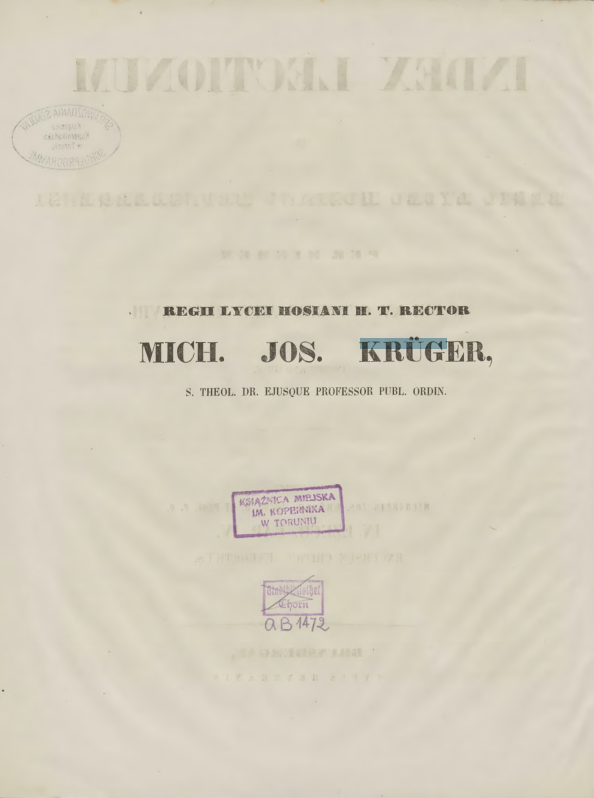
Index Lectionum, Braniewo 1858

Nauki pobierał w gimnazjum w Braniewie, które ukończył wraz z maturą w 1836 roku. Następnie kontynuował studia z zakresu filozofii i teologii w miejscowym seminarium duchownym Liceum Hosianum. Po ukończeniu studiów przyjął w dniu 22 marca 1840 w katedrze fromborskiej święcenia kapłańskie z rąk biskupa warmińskiego Andrzeja von Hatten. Posługę kapłańską jako neoprezpiter rozpoczął na parafii w Reszlu. Jednak jeszcze w tym samym roku rozpoczął studia filologiczne na Uniwersytecie w Berlinie, które kontynuował do jesieni 1842. Następnie studiował teologię na Uniwersytecie w Monastyrze, uzyskując w 1843 stopień licencjata naukowego. Powrócił do Braniewa, zostając nauczycielem religii w miejscowym gimnazjum w zastępstwie za chorego katechetę w roku szkolnym 1842/1843. Jednocześnie rozpoczął wykłady na rok próbny w wyższej uczelni Liceum Hosianum. Od jesieni 1843 został mianowany pierwszym prefektem w nowo wybudowanym konwikcie biskupim. Na wiosnę 1844 habilitował się jako wykładowca nieetatowy (privatdozent) na Wydziale Teologicznym w Braniewie. Była to pierwsza habilitacja w historii tego wydziału. W styczniu 1849 został mianowany profesorem nadzwyczajnym, a od lata 1850 profesorem zwyczajnym tego wydziału. W latach 1857–1860 sprawował urząd rektora seminarium. Na jesieni 1863 odszedł ze stanowiska wykładowcy, przyjmując godność kanonika kapituły warmińskiej i przeniósł się do Fromborka. Nie był to wcale odosobniony przypadek, że ta uczelnia traciła wykładowcę, który wybierał „awans” do kapituły katedralnej przy kurii biskupiej.
W 1882 został prepozytem kapituły warmińskiej we Fromborku. Ponadto pełnił obowiązki prefekta szpitala św. Ducha i kapelana kościoła św. Anny we Fromborku. Został odznaczony Orderem Rycerza Orła Czerwonego III Klasy oraz Orderem Korony II Klasy.
Ksiądz Krüger wiele pisał i publikował w Braniewie, Lipsku i Tybindze. W Braniewie ukazały się dwie rozprawy egzegetyczne: In sanguinem et aquam promanantem... (1849), oraz De sacrificiis... (1851). Przed śmiercią ufundował stypendium swego imienia Stipendium Krügerianum, którego celem było wspieranie studentów i pobożnych celów.

## Publikacje (wybór)
- In sanguinem et aquam promanantem ex aperto lancea latere Jesu Christi ad crucem mortui (Joan. XIX,34) commentatio exegetica, Braunsberg 1849
- De sacrificiis pro delicto oblatis sive de peccatorum voluntariorum apud Hebraeos expiatione dissertatio, Braunsberg 1851
- De sacrificiis pro delicto oblatis sive de peccatorum voluntariorum apud hebraeos expiatione: dissertatio, Brunsbergae 1851;
- Beitrag zur Geschichte der Familie v. Pröck; ZGAE (1863), s. 553–609;

Wiele publikacji naukowych ukazało się na łamach Tübinger Theologische Quartalschrift w latach 1848,1850,1852,1854,1857, w Zeitschrift der deutschen morgenländischen Gesellschaft oraz w rocznych programach Liceum Hosianum 1851, 1853/4,1855/56, 1858/9, 1860,1860/1,1864.